# Nauwkeurigheid
In wetenschap, techniek, industrie en statistiek is nauwkeurigheid of accuratesse de graad van overeenstemming tussen een gemeten of berekende waarde en de daadwerkelijke (ware) waarde. Hoe groter de nauwkeurigheid hoe kleiner de totale fout.
Nauwkeurigheid bestaat uit juistheid en precisie. Als een resultaat zowel juist als precies is, wordt dit geldig of valide genoemd.

## Juistheid en precisie

Juistheid en precisie

Juistheid is de mate van overeenstemming tussen de (gemiddelde) waarde die verkregen wordt uit een reeks waarnemingen, en de werkelijke waarde. Juistheid wordt bepaald door de systematische fout. Hoe meer de waarden systematisch afwijken van de werkelijke waarde, hoe minder juist de waarnemingen zijn.
Precisie (zie ook reproduceerbaarheid of herhaalbaarheid) is de mate waarin de metingen of de berekeningen onderling verschillen, of hoe verdere  metingen dezelfde resultaten zullen tonen. Precisie wordt bepaald door de toevallige fout. Hoe kleiner de toevallige afwijkingen, hoe groter de precisie. Precisie wordt wel uitgedrukt in de standaardafwijking.
Door onderscheid te maken in grote en kleine juistheid en precisie ontstaan de volgende gevallen:
- de, eventueel berekende, waarden hebben een grote mate van juistheid en ook van precisie; de waarden verschillen niet veel van elkaar en liggen dicht bij de werkelijke waarde.
- de waarden vertonen onderling grote verschillen: ze zijn niet precies door een grote toevallige fout; het gemiddelde van de waarden is wel juist en ligt dicht bij de werkelijke waarde.
- de waarden zijn precies, ze liggen dicht bij elkaar, maar door een systematische fout wijken ze af van de werkelijke waarde: ze zijn niet juist;
- de waarden zijn niet precies door een grote toevallige fout, en het gemiddelde van een aantal waarden is ook niet juist, want er is ook nog een systematische fout.

### Analogie met schietschijf
Een analogie die wordt gebruikt om het verschil tussen juistheid en precisie te verklaren, is de herhaalde metingen te vergelijken met pijlen die op een doel worden afgeschoten. 
Als de pijlen rondom de roos inslaan, worden ze beschouwd als juist. De mate van juistheid wordt bepaald door de afstand tussen het centrum van de pijlcluster en roos 
De precisie kan afgemeten worden aan de spreiding in de pijlcluster. Hoe geconcentreerder de cluster, hoe preciezer metingen.
Als alle pijlen sterk zijn gegroepeerd, wordt de cluster als precies beschouwd, aangezien alle dicht bij dezelfde plaats insloegen, hoewel niet noodzakelijk dicht bij de roos. De metingen zijn precies, hoewel niet noodzakelijk juist.

## Notatie

### Interval
Het resultaat van een meting of van het gemiddelde van een aantal metingen wordt soms weergegeven in de vorm van een interval, door achter de waarde een mogelijke afwijking te vermelden. Bijvoorbeeld: 12,3 ± 0,2, wat betekent dat de werkelijke waarde (vrijwel zeker) tussen 12,1 en 12,5 ligt.
Als de waarnemingen bij goede benadering als normaal verdeeld beschouwd kunnen worden, kan de precisie uitgedrukt worden met behulp van de standaardafwijking {\displaystyle s},  die uit de waarnemingen geschat wordt. Met grote kans (ca. 95%) is de afwijking tussen het gemiddelde en de werkelijke waarde ten hoogste {\displaystyle 2s/{\sqrt {n}}}, waarin {\displaystyle n} het aantal waarnemingen is.

### RMSE
De nauwkeurigheid kan uitgedrukt worden met de kwadratisch gemiddelde afwijking (root mean square error), bijvoorbeeld 12,3; RMSE = 0,3.
Bij een verwaarloosbare systematische afwijking geeft dit dezelfde waarde als de standaardafwijking.

### Aantal cijfers
Het aantal cijfers achter de komma geeft vaak impliciet de nauwkeurigheid aan (zie ook significant cijfer): 12,3 betekent dan, afhankelijk van de context, dat het getal zeker of waarschijnlijk tussen 12,25 en 12,35 ligt. Als de fout ontstaan is door rechtstreeks afronden dan geeft dit precies aan in welk interval de werkelijke waarde ligt. In andere gevallen, zoals een meting of het doorwerken van fouten, is dit een grovere aanduiding dan met ± of een concreet interval: in plaats van de notatie 12,3 ± 0,2 moeten we kiezen tussen het te grove 12 of het te grote nauwkeurigheid suggererende 12,3. Deze impliciete nauwkeurigheidsaanduiding wordt toch vaak gebruikt, nl. als het voldoende is de orde van grootte van de nauwkeurigheid te weten, of als alleen deze bekend is.